# 蘇達克
蘇達克（羅馬化：Sudak），是克里米亞半島上的一座城市，距離克里米亞首府辛菲罗波尔104公里，始建於212年，面積14.294平方公里，海拔高度40米，2021年人口数量为17,834人，法理上是乌克兰克里米亚自治共和国费奥多西亚区的城市，事实上为俄罗斯控制下的克里米亞共和國的直辖市。

## 图集

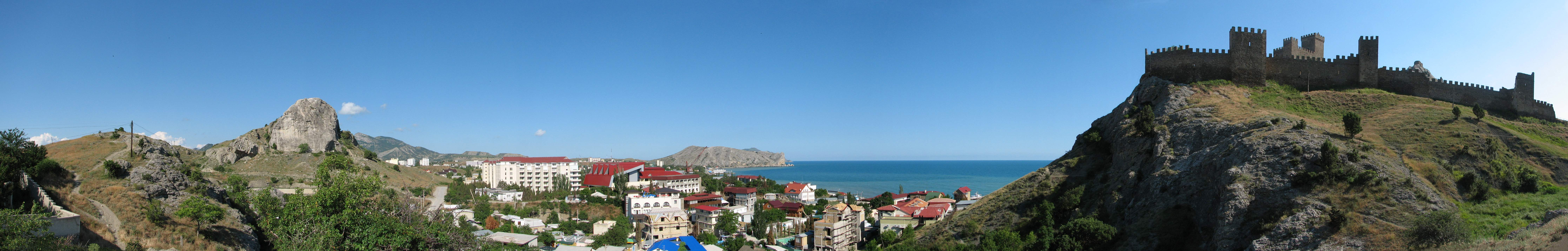
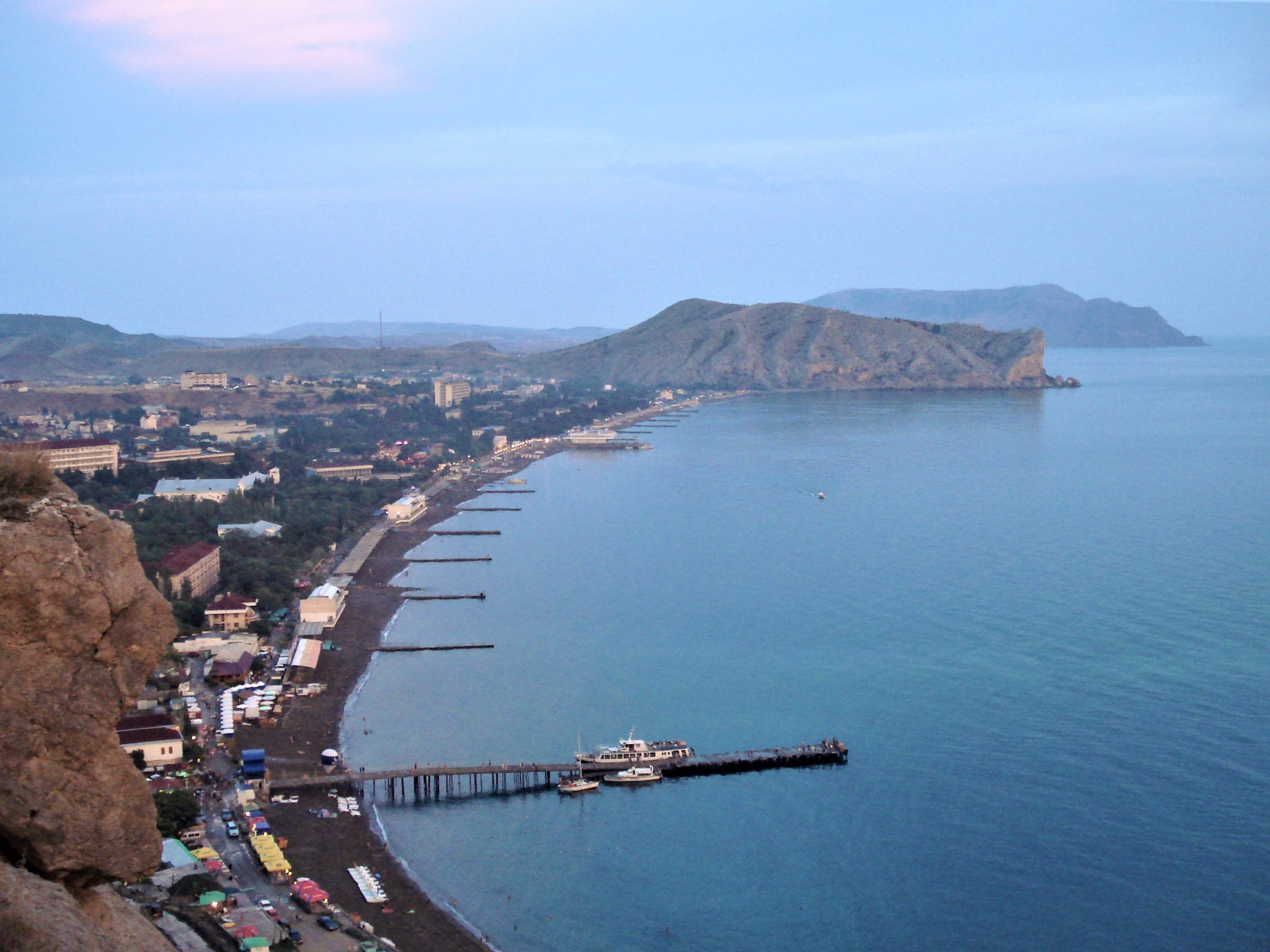
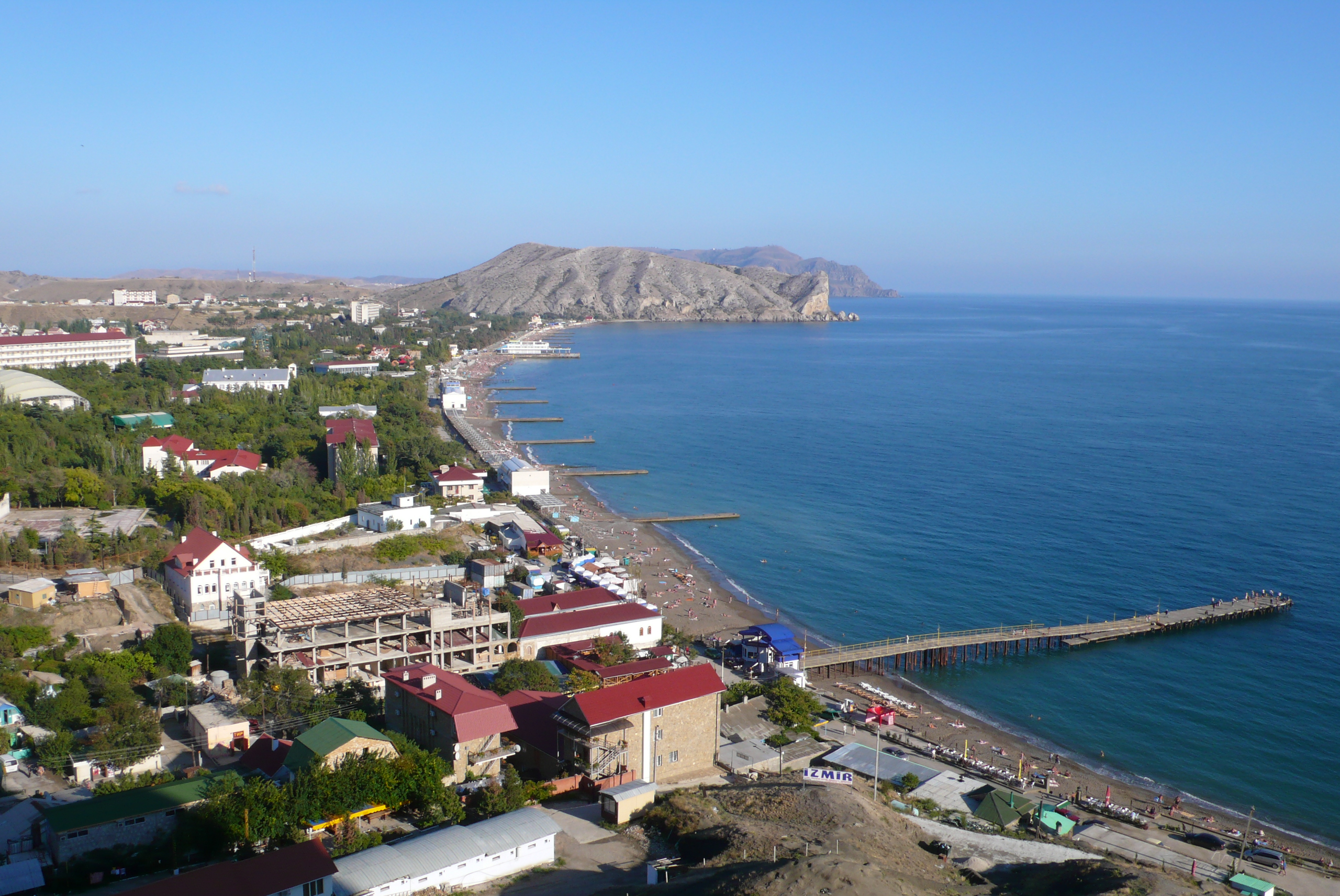
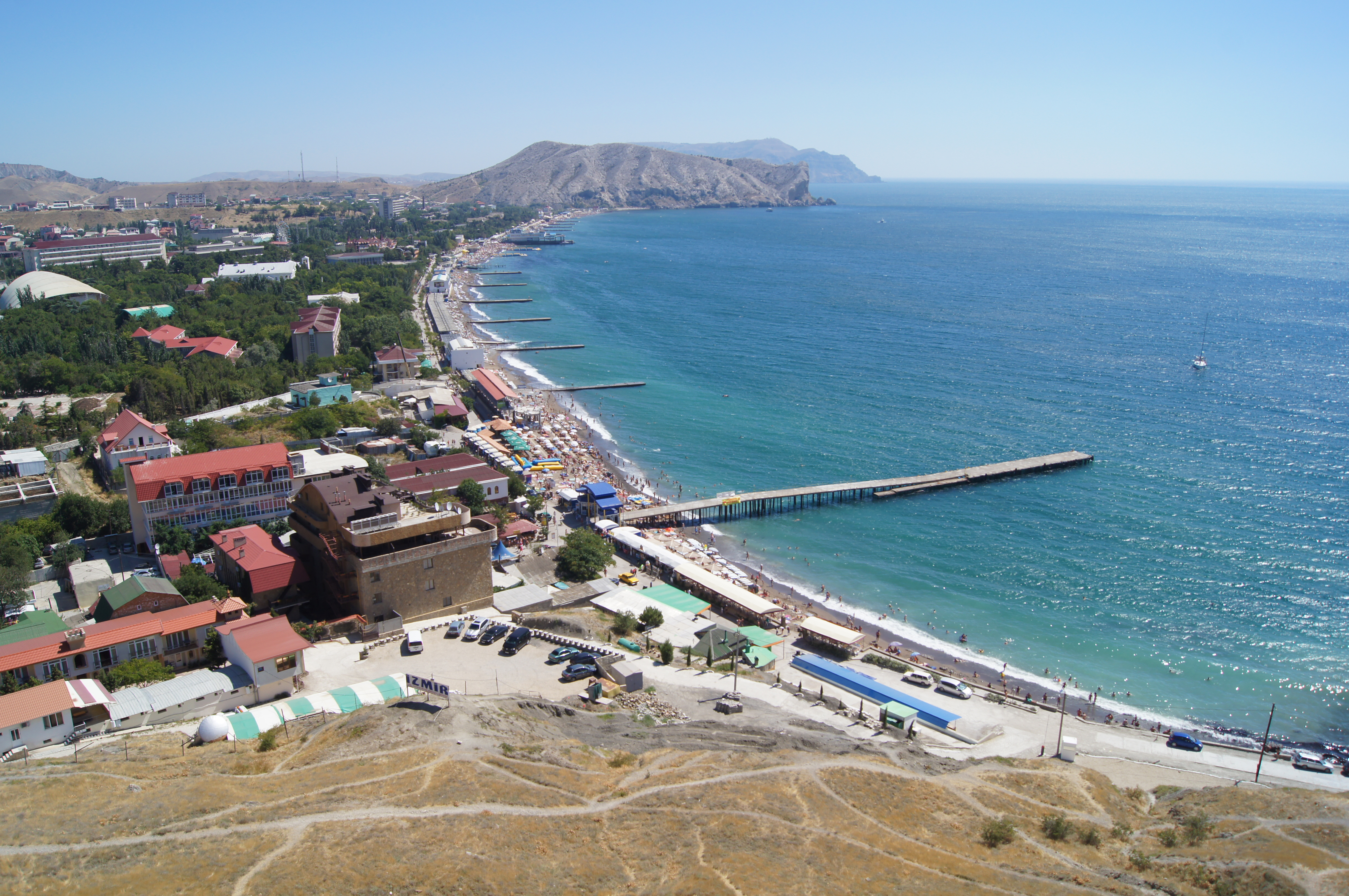
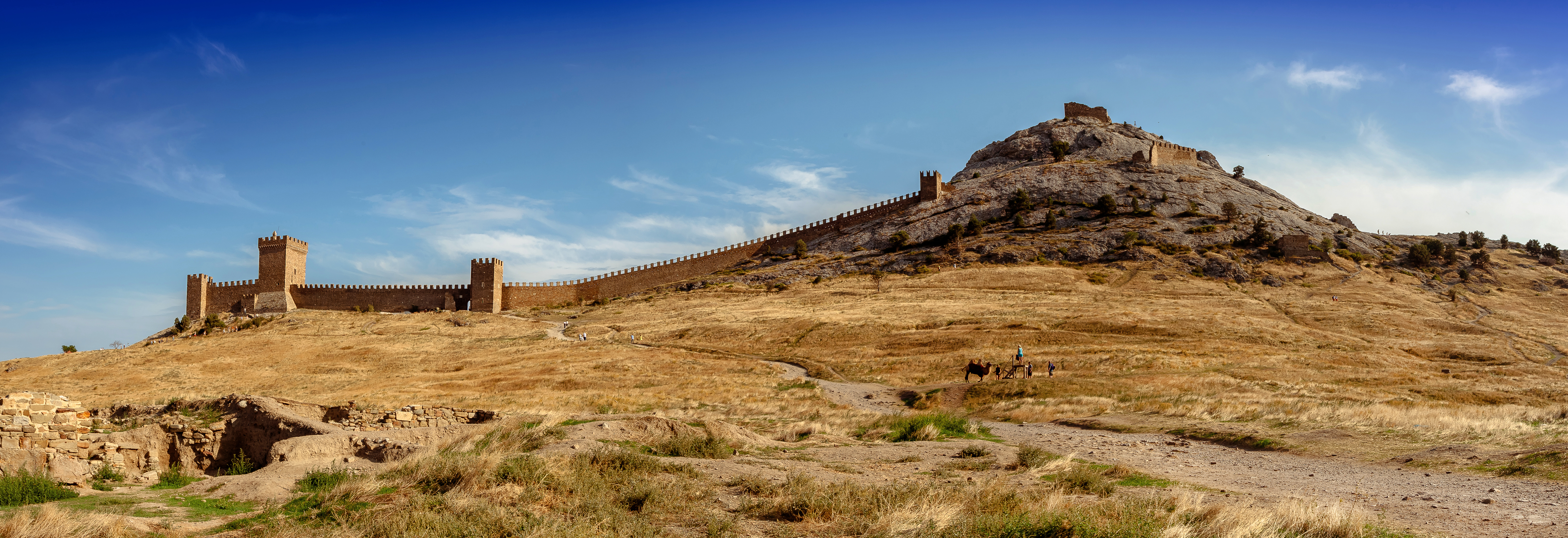
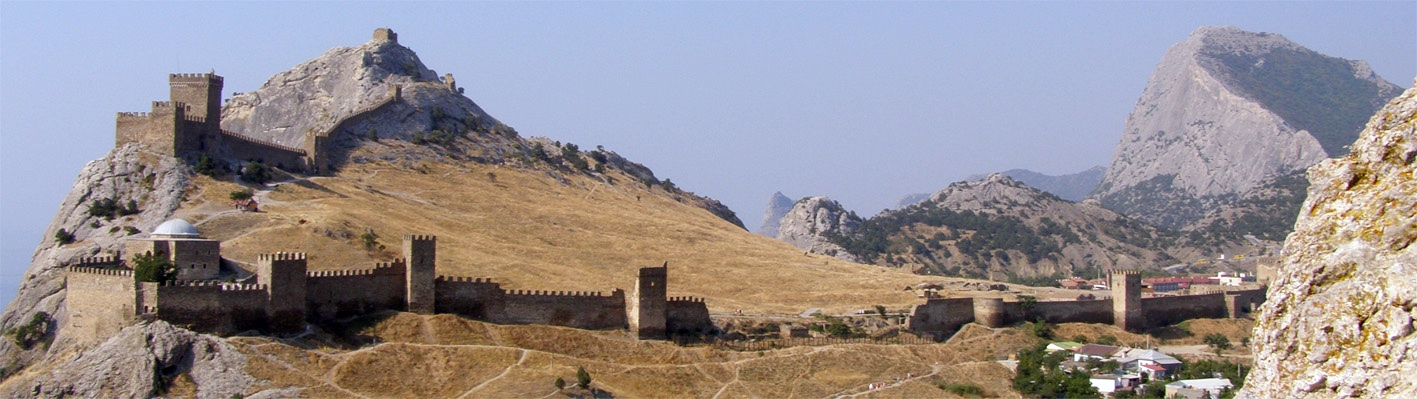
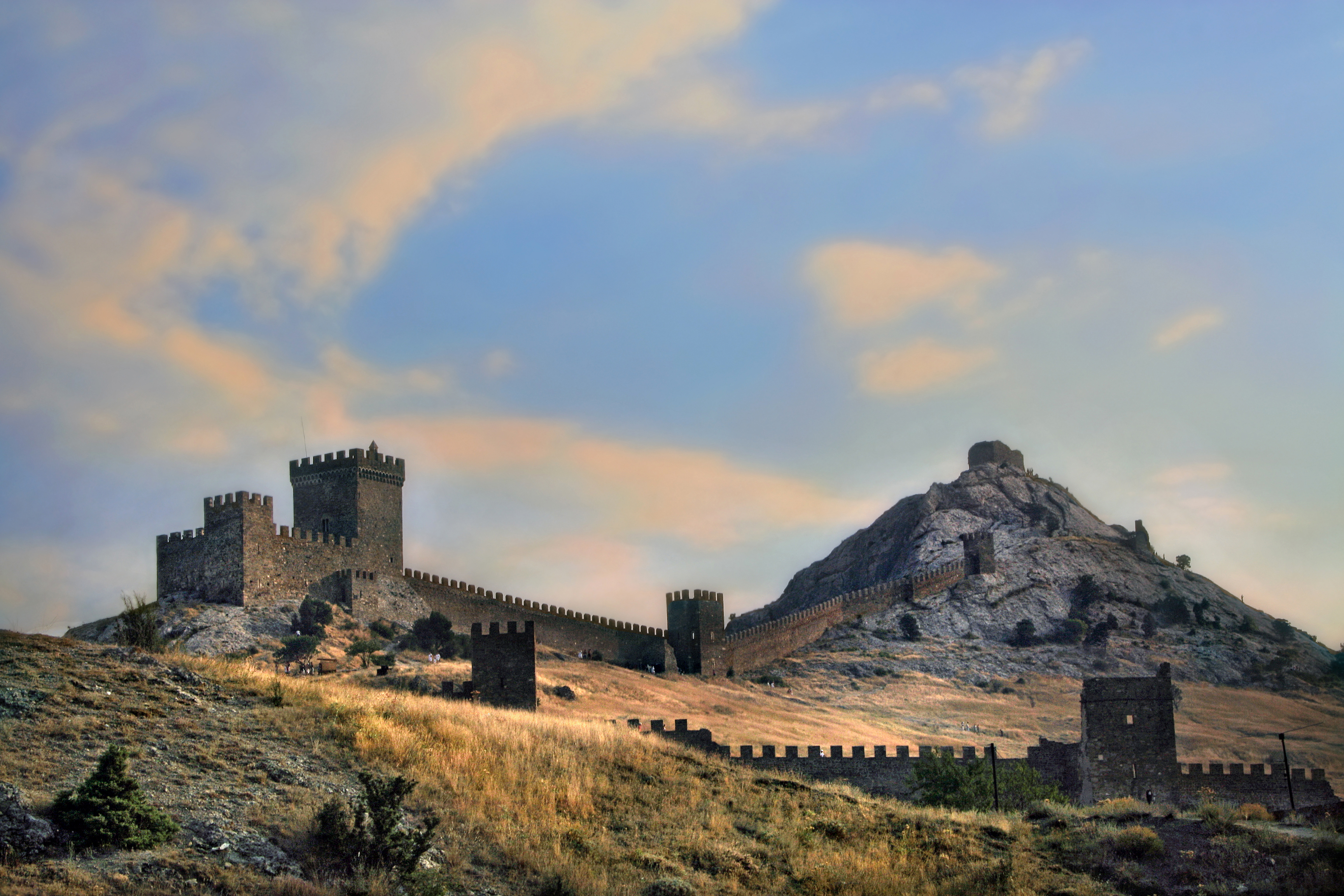
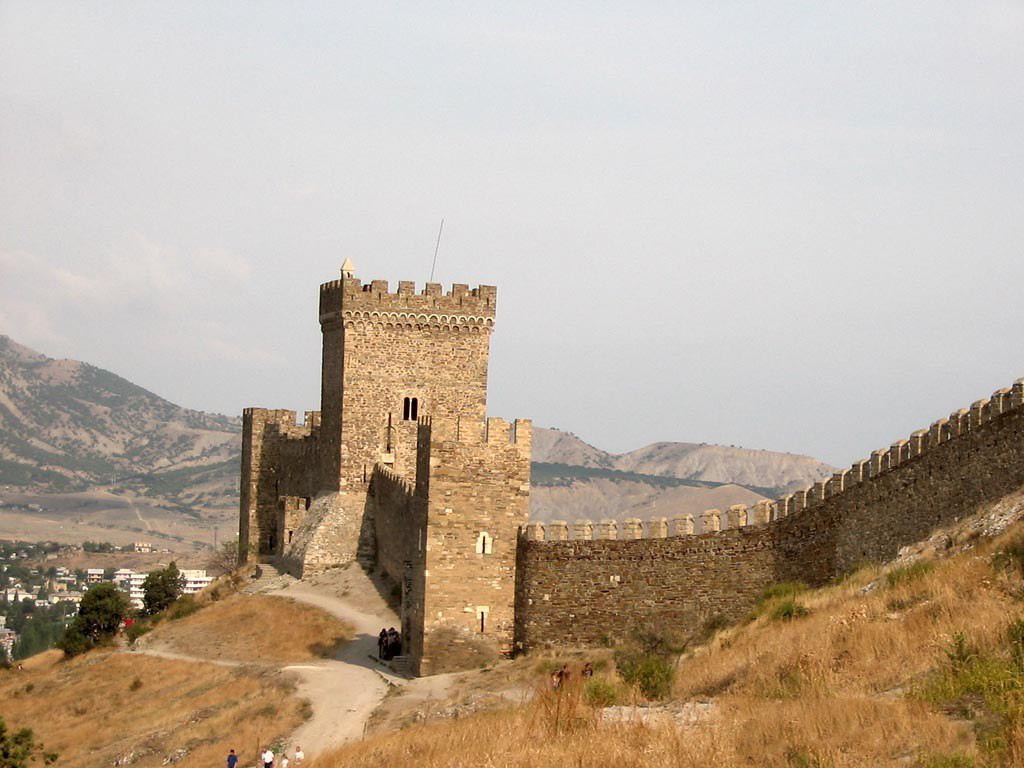
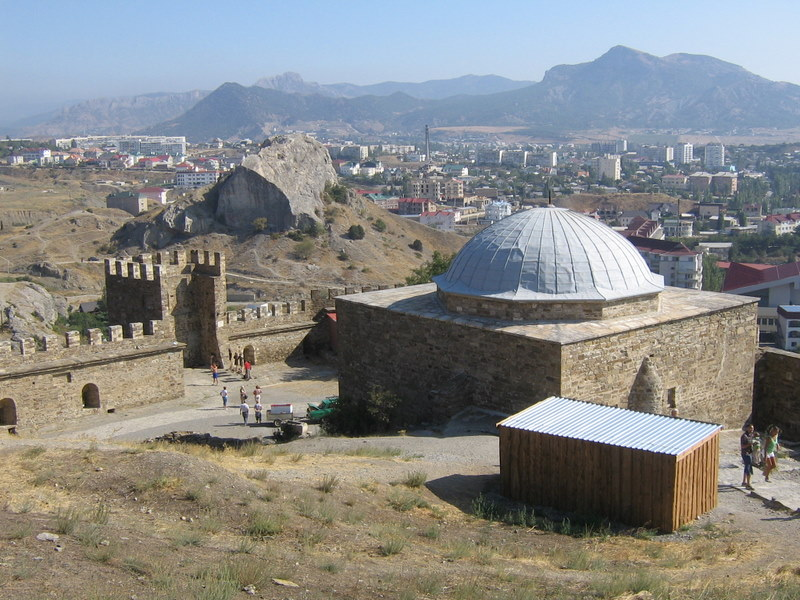
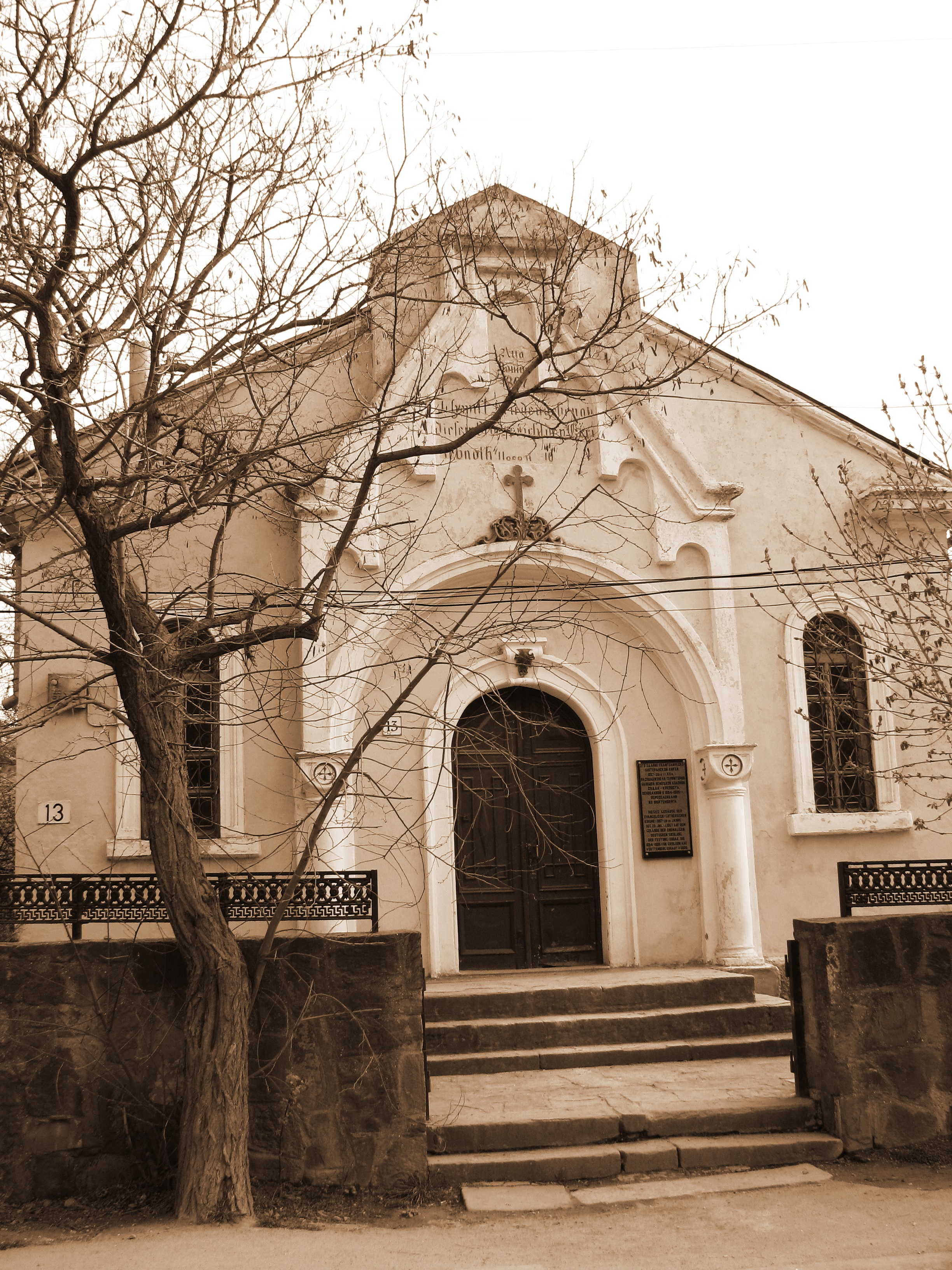